# Placostroma diplothemii
Placostroma diplothemii är en svampart som först beskrevs av Syd. & P. Syd., och fick sitt nu gällande namn av Syd. & P. Syd. 1915. Placostroma diplothemii ingår i släktet Placostroma och familjen Phyllachoraceae.   Inga underarter finns listade i Catalogue of Life.